# アーサー王に関する書籍の一覧
アーサー王に関する書籍の一覧（アーサーおうにかんするしょせきのいちらん）は、アーサー王物語とその登場人物に関連する書籍の一覧。また#日本語訳リストは、各作品ごとに「[和訳1]」等の注釈リンクを附記して生成した。

## 6世紀-11世紀

### ラテン語
- 『ブリタニアの破壊と征服』 (De Excidio et Conquestu Britanniae、6世紀) ギルダス - バドニクス山の戦いに言及するが、その功績者アーサーの名を出さない[1]。
- 『ブリトン人の歴史』 (Historia Britonum、9世紀) 伝ネンニウス作 - アーサー王と12の戦いに言及
- 『カンブリア年代記 』(Annales Cambriae、10世紀) 著者不詳 - アーサーとモードレッドに言及
- 『聖ゴエズノヴィウスの伝説』 (Legenda Sancti Goeznovii、1019年頃) - アーサー王が「世俗の行動から召還されしとき」サクソン人が再び隆盛した。これは「死んだ」ともとれるが、いずれ再降臨する不死伝説の示唆ともされる[2]。ヴォーティガーンにも言及。
- 『聖カドク伝』 (Vita Sancti Cadoc、1075年頃 [1061年代頃 - 1104年頃]) リフリス・オブ・スランカルヴァン - アーサーは素行が悪いが側近や聖人にたしなめられる。他国の姫を奪ったグウィンスグ王国の王を、アーサーと、剛直なケイ、ベディヴィアが助太刀する話（序章）。その王国で聖カドク（英語版）が罪人をかくまい、アーサーへの賠償牛がシダに変わってしまう（18章）[3][4]。

### ウェールズ語
- 『アンヌヴンの略奪』 (Preiddeu Annwfn、10世紀) 伝タリエシン作[和訳 1]
- 『門番は何者か』 (Pa Gur yv y Porthaur、10世紀) - カイ（サー・ケイ）と化け猫キャスパリーグの戦いに言及。
- 《ブリテン島の3題詩》(Trioedd Ynys Prydein) (11~14世紀) - アーサー王に言及する詩が12首あり[5]、マボン(Mabon)、ドリスタン(トリスタン)等に言及[6]。
  - 《馬の三題詩》集(Trioedd y meirch) - カイ（サー・ケイ）の馬名やグアルフマイの馬ケインカレド(グリンゴレット（英語版）)に言及[7]。
  - 「ブリテンの13至宝」(Tri Thlws ar Ddeg Ynys Prydain、15-16世紀[8]) - [9]。
  - 「アーサー宮廷の24騎士」(Pedwar marchog ar hugain llys Arthur、15-16世紀[8]) - 名剣カレトヴルッフや槍に言及[10]。

## 12世紀

### ラテン語
- 『聖カラントクス伝』 (Vita Sancti Carantci、1100年代頃) - アーサーに頼まれ聖カラントクス（英語版）が竜を手なずける。カト（＝サー・ケイ?）はその餌やり[11]。
- 『聖エウフラムス伝』 (Vita Sancti Euflami 、1100年頃)[和訳 2] - アーサーが武器で倒せない竜を、聖エフラム(Efflam) が祈りで自滅に追い込む[12][13][14]。
- 『イングランド諸王の事績』 (Gesta Regnum Anglorum、1125年) マームズベリのウィリアム - アーサーがアンブロシウス・アウレリアヌスを助けて戦った記述。聖母マリアの像を甲冑に縫い付けている。ガウェインの墓の発見[15][16]。
- 『聖パダーン伝』 (Vita Sancti Paternus 1120年代頃) - アーサーとカラドックに関する記述あり。
- 『アングル人の歴史』 (Historia Anglorum、1129年) ハンティングトンのヘンリー - アーサーに言及あり。
- 『聖ギルダス伝』 (Vita Santi Gildae、1130年頃) スランカーファンのカラドック- 初期のグィネヴィア誘拐の物語がある。
- ジェフリー・オブ・モンマスの作品
  - 『ブリタニア列王史』 (Historia Regum Britanniae、1136年頃)[和訳 3] - アーサーの生涯が初めてまとまった形で記述される
  - 『マーリンの生涯』 (Vita Merlini、1140年頃)[和訳 4]
- 『聖イルトゥド伝』 (Vita Sancti Illtud、1140年頃) - 聖イルトゥド（英語版）は、従兄弟のアーサーの宮廷をたずねブルターニュから渡航したとある[17]。マルク王に言及あり。
- 『聖ケンティガーン伝』 (Life of Saint Kentigern、1185年頃) ジョスリン・オブ・ファーネス（英語版）著- ライロケン（英語版）の記述があるが[18]、マーリン伝説はその人物像からの借用とされる[19]。

### フランス語
アングロ＝ノルマン語を含む。
- 『ブリュ物語』 (Roman de Brut 、1155年頃) ウァース[和訳 5] - 『ブリタニア列王史』を改作したアングロ＝ノルマン語詩
- 『トリスタン』 (Tristan、1170年代頃) ブリテンのトマ[和訳 6] - トリスタン伝説の初出
- 『トリスタン』 (1170年代頃) ベルール[和訳 6] - トリスタンのアングロ＝ノルマン語韻文
- マリー・ド・フランスのレー(lai、8音節二行連句詩)(1170年代頃) [和訳 6][和訳 7]
  - 「ランヴァル」 (Lanval)
  - 「すいかずら」 (Chevrefoil)  - トリスタンとイゾルデの一話。
- クレティアン・ド・トロワの詩
  - 『エレックとエニード』 (Érec et Énide 、1170年代頃)
  - 『クリジェス』 (Cligès、1170年代頃)
  - 『イヴァンまたは獅子の騎士』 (Yvain, le Chevalier au Lion、1180年代頃)[和訳 8]
  - 『ランスロまたは荷車の騎士』 (Lancelot, le Chevalier de la Charrette、1180年代頃)[和訳 9] - ランスロットとグィネヴィアの不義の初出
  - 『ペルスヴァルまたは聖杯の物語』 (Perceval, le Conte du Graal、1190年頃)[和訳 9] - 聖杯探求の初出
- ロベール・ド・ボロンの韻文作品
  - 『アリマタヤのヨセフ』 (Joseph d'Arimathie)
  - 『メルラン』 (Merlin) - 「石に刺さった剣」の初出
  - 『ペルスヴァル』 (Perceval)

(ロベールの詩のうち、『ヨセフ』と『メルラン』の300行が現存している。またロベールによるものと思われる散文版の『ヨセフ』、『メルラン』、『ペルスヴァル』三部作が2つの写本に残っている。)
- 「角盃の歌」(Laid du Cor 1150-1200年頃) ロベール・ビケ（英語版） - カラドク（英語版）が角盃を使いこなし妻の貞淑を証明
- 「寸法の合わないマント」[20](Mantel Mautaillé 12世紀[1]もしくは1200-1225年[20])- サー・カラドクの妻がマントを着こなして貞淑を証明

### ドイツ語
- 『トリスタン』 (Tristan、1170年代頃) アイルハルト・フォン・オベルク[和訳 10]
- 『ランツェレット』 (Lanzelet、12世紀後半) ウルリッヒ・フォン・ツァツィクホーフェン[和訳 11]
- ハルトマン・フォン・アウエのドイツ語改作[和訳 12]。
  - 『エーレク』 (Erec、1185年頃) - クレティアン・ド・トロワの『エレックとエニード』の翻案
  - 『イーヴェイン』 (Iwein、1200年頃) - クレティアンの『イヴァン』の翻案

### ウェールズ語
《マビノギオン》に収められたアーサーに関する伝承
- カムリに伝わる物語
  - 『キルッフとオルウェン』 (Culhwch and Olwen、1100年頃) - キルッフというアーサーの甥の婚姻譚・探求譚
  - 『ロナブイの夢』 (The Dream of Rhonabwy)
- アルスルの宮廷のロマンス
  - 『ウリエンの息子オウァインの物語, あるいは泉の貴婦人』 (Owain, neu Iarlles y Ffynnon) - クレティアンの『イヴァン』と同源話
  - 『エルビンの息子ゲライントの物語』 (Gereint ac Enid) - クレティアンの『エレックとエニード』と同源話
  - 『エヴラウクの息子ペレドゥルの物語』 (Peredur fab Efrawg) - クレティアンの未完作『ペルスヴァル』に相当するが、ウェールズの伝承を取り入れているのでかなり差異がある。

(成立年代にはすべて異説がある)

## 13世紀

### ラテン語
- 『アルトゥルスの甥、ワルウアニウスの栄達』(De ortu Waluuanii)

### フランス語
ラングドイル、ラングドック両方言含む。
- 『フェルギュス』 (Roman de Fergus、1200-1233年頃[21]) ギヨーム・ル・クレール（英語版）[22] - スコットランドが舞台。題名主人公は「美しき盾の騎士」の異名を得る。
- 『ジョフレ』 (Jaufré、1180年頃/1225年頃(異説あり)[23]) 著者不詳 - オック語
- 『ラギデルの仇討ち』(Vengeance Raguidel)　ラウール作 1220年頃 - 作者はラウール・ド・ウーダン（英語版）との説もある[24]
- 《ランスロ＝聖杯サイクル》(流布本サイクルとも。1210年代に始まり, 1230年代に成立)著者不詳
  - 『聖杯の由来』 (Estoire del Saint Grail)
  - 『メルラン物語』 (Estoire de Merlin)
  - 『ランスロ本伝』 (Lancelot propre)
  - 『聖杯の探索』 (Queste del Saint Graal)[和訳 14]
  - 『アルテュの死』 (Mort Artu)[和訳 15]
- 『ペルレスヴォー』 (Perlesvaus、1210年代頃)著者不詳
- 『散文のトリスタン』 - リュース・ド・ガ(Luce de Gat)作(1230年代)とエリ・ド・ボロン(Helie de Boron)作(1240年代頃)
- 『沈黙物語』 (Roman de Silence、1260年代頃)エルドリュ・ド・コルンウォーユ(Heldrius de Cornwall)
- 《後期流布本サイクル》(1230年代 - 1240年代)著者不詳
  - 『聖杯の由来』 (Estoire del Saint Grail)
  - 『メルラン物語』 (Estoire de Merlin)
  - 『聖杯の探索』 (Queste del Saint Graal)
  - 『アルテュの死』 (Mort Artu)
- 『リゴメールの驚異』 (Les Merveilles de Rigomer) - ジャン
- 『パラメデス』 (Palamedes) - ルスティケロ『集成』(後述)に含まれている。
- 『アルテュス王物語』 (Roman de roi Artus 1290年代- 1300年頃)ルスティケロ・ダ・ピサ - 単に『集成 』(Compilation)とも称される。
  - 『礼儀正しきギロン』[?] (Gyron le courtois)  - ルスティケロ『集成』の一部で1501?年以降の出版本がある。
  - 『レオノワのメリアデュス』[?] (Meliadus de Leonnoys)- ルスティケロ『集成』の一部で1528年のガリオ・デュ・プレ(Galliot du Pré)版、1532年に別の版元ドニ・ジャノ (Denys Janot)が発行。

### ドイツ語
- 『トリスタンとイゾルデ』 (1210年代頃) ゴットフリート・フォン・シュトラースブルク[和訳 16]
- 『パルチヴァール』 (Parzival 、1210年代頃) ヴォルフラム・フォン・エッシェンバッハ [和訳 17]
- 『花咲く谷のダニエル』 (Daniel von Blumenthal、1220年頃) デア・シュトリッカー(Der Stricker、筆名) 作
- 『クローネ』/『王冠』 (Diu Crône) ハインリヒ・フォン・デム・テューリン（Heinrich von dem Türlin）作
- デア・プライアー (Der Pleier) の韻文作品
  - 『花咲く谷のガーレル』 (Garel von dem blühenden Tal、1230年代頃;1250-80頃)
  - 『タンダレイースとフロールディベル』 (Tandareis und Flordibel、1250-80頃)
  - 『メーレランツ 』(Meleranz、1250-80頃)
- 『デア・マンテル』(?) (Der Mantel, 13世紀) - 「寸法の合わないマント」のドイツ翻案。かつてハインリヒ・フォン・デム・テューリンの作と目されていた。

### ノルド語
- 修道士ローベルトによる散文翻案
  - 『トリストラムのサガ』 (Tristrams saga ok Ísöndar、1226年) - トマ『トリスタン』のノルド語改作。
  - 『イヴェンのサガ』 (Ivens Saga、1226年) - クレティアン・ド・トロワ『イヴァン』のノルド語改作。
  - 『エレックのサガ』 (Erex Saga) - おそらく修道士ローベルト(テクストはおそらく筆写過程で手が加えられた。『エレックとエニード』のノルド語改作)
  - 『マントのサガ』(?) (Möttuls saga) - 「寸法の合わないマント」の翻案
- 『ストレングレイカル』 (Strengleikar) - マリー・ド・フランス作などのレー翻訳集。
  - 「山羊葉」(Geitarlauf) - マリーの「すいかずら」の訳
  - 「ヤヌアルの歌」(Januals ljóð) - 「ランヴァル」の訳

### 英語
- 『ブルート』 (Brut)ラヤモン（英語版）[和訳 18] - ジェフリー・オブ・モンマスの改作。
- 「サー・トリストレム」 (Sir Tristrem、1300年頃) - ブリテンのトマの改作。
- 『アーサーとマーリン』 (Arthur and Merlin、1250-75年頃) - 中英語の韻文物語(9,900行)、流布本『メルラン物語』や史書[25]。

### オランダ語
- 《ランセロット》(Lanceloet-Compilatie) - ランスロット＝聖杯サイクル系の物語の改作、他の物語の改作、オリジナルなど10篇[26]。
  - 『ランセロット』(Lanceloet)
  - 『ペルセヴァール』 (Perchevael)
  - 『モリアーン』 (Moriaen) 著者不詳
  - 『聖杯の探索』 (Queeste vanden Grale)
  - 『ラヒセルの復讐』 (Wrake van Ragisel) - 『ラギデルの仇討ち』の中オランダ語版
  - 『袖の騎士』(Ridder metter mouwen)
  - 『ワルウェインとケイ』(Walewein ende Keye)
  - 『ランセロットと白き足の鹿』 (Lanceloet en het hert met de witte voet)
  - 『トレク 』 (Torec) ヤーコブ・ファン・マールラント（英語版）作
  - 『アーサーの死』(Arturs doet)
- 『フェルヒュート』 (Ferguut、13世紀後半) - 『フェルギュス』の翻案。[25]

### ヘブライ語
- 『アルトゥ王』 (Melech Artu) - 『ブリテン列王史』のヘブライ語の改作。

### ウェールズ語
- 『王たちのブリート』 (Brut y Brenhinedd) - モンマスを年代記風にしたもの。
- 《カーマーゼンの黒本》 - 作者不明。アーサーについて言及がある。

## 14世紀

### 英語
- 『頭韻詩アーサー王の死』 (Alliterative Morte Arthure) - 著者不詳[和訳 19]
- 『八行詩アーサー王の死』 (Stanzic Morte Arthure)著者不詳[和訳 20]
- 「アーサー王の誓約」 (The Avowyng of Arthur)[和訳 21]
- 「サー・ガウェインとラグネル婦人の結婚」 (The Wedding of Sir Gawain and Dame Ragnelle)著者不詳
- 「アーサーのターン・ワザリング冒険」 (The Awntyrs off Arthure)著者不詳[和訳 21]
- 『サー・ガウェインと緑の騎士』 (Sir Gawain and the Green Knight)パール詩人[和訳 22][和訳 23][和訳 24][和訳 25][和訳 26]
- 「サー・ローンファル（）」 (Sir Launfal) トマス・チェスター（英語版）[和訳 27] - 「ランヴァル」の改作。
- 「リベアウス・デスコヌス」 (Libeaus Desconus) -
- 「イウェインとガウェイン」 (Ywain and Gawain) -
- 「ガレスのサー・パーシヴァル」 (Sir Perceval of Galles) -
- 「湖のランスロット」 (Lancelot of the Laik) -
- 「サー・クレジェス」 (Sir Cleges、14世紀末/15世紀初)[和訳 28] - クレジェスは、冬咲の桜の枝をウーゼル王に献上。欲張りな門番と家令がしっぺ返しを食らう[27]。

### イタリア語
- 『円卓物語』 (Tavola Ritonda、1325-1350年頃) 著者不詳 - 『散文トリスタン』や『パラメデス』の内容を取り入れた作品。

### フランス語
- 『ペルスフォレ』 (Perceforest、1337-1344年頃) 著者不詳 - アレキサンダー大王が任じた英国封王ペルセフォーレの2～3代目が、アーサーらとかかわり合う[28][29]。
- 『鸚鵡の騎士（フランス語版）』（Le Chevalier au papegau、1400年頃、『パプゴーの物語』とも）[30]
- 『小ブリタニアのアルテュス』 (Artus de la Petite Bretagne) - 主人公はブルターニュ公子で、有名なアーサー王ではなく、ランスロットの末裔。

### ギリシア語
- 『老いた騎士(プレスビュス・ヒッポテス)』 (Presbys Hippotes、1300年頃) - 短詩。この老騎士には、パラメデス、ガウェイン、ランスロット、トリスタンもかなわない。[31]。

## 15世紀

### 英語
- 「アーサー」(Arthur、1428年以前)[和訳 21] - 全642行の韻文年代記で、ラテン語『ブルート』の文章の中途に挿入。アーサーの剣を Brounsteeƚƚと表記。
- アーサー王の死(Le Morte d'Arthur, 完成は1470年頃、1485年にキャクストンにより印刷)トマス・マロリー[和訳 29][和訳 30][和訳 31] - 原題は『アーサー王と高貴な円卓の騎士』(The hoole booke of kyng Arthur & of his noble knyghtes of the rounde table)
- 『散文のマーリン』 (Prose Merlin) - 流布本系『メルラン物語』の中英語訳。
- 「アーサー王とコーンウォール王」 (King Arthur and King Cornwall) - 《パーシー司教のフォリオ写本（英語版）》に残される断簡。チャイルド集成のバラッド30番[32]。
- 「サー・ガウェインとカーライルの田舎者」 (Sir Gawain and the Carle of Carlisle)
- 「サー・ガウェインの冒険」 (The Jeaste of Syr Gawain) - 冒頭が欠けた541行が残る。ガウェインが女性と通じて、その父親と3兄弟は殺さずに済ます。1564年付の写本は挿絵あり。[33]。
- 「ゴログラスとガウェインの騎士物語」 (The Knightly Tale of Gologras and Gawain、1480-1490年頃) - ガウェインが、牙城をきずく城主（ゴラグロスGolagrosとも表記）を克服。手写本は現存せず、1508年刊行本で知られる。

## 16世紀

### 英語
- 《パーシー司教のフォリオ写本（英語版）》 に収録の韻文作品
- 「緑の騎士」 (The Greene Knight、1500年頃) - 『サー・ガウェインと緑の騎士』に似た内容。
- 「使者とマント」 (The Boy and the Mantle、1250年頃?) - 「寸法の合わないマント」と「角盃の歌」のモチーフ。
- 『小ブリテンのアーサー』(Arthur of Little Britain) - バウチャー（英語版）(1533年没)による『小ブリタニアのアルテュス』からの仏->英訳。
- 「アーサーの不運」 (The Misfortunes of Arthur、1587年)トマス・ヒューズ - 戯曲[34]。
- 『妖精の女王』 (The Faerie Queene、1590年) エドマンド・スペンサー[和訳 32]

### ウェールズ語
- 『トリスタン物語』 (Tristan Romance、1550年頃) - いくつかの写本に断片が残っている[35]。

### ロシア＝ベラルーシ語
- 『散文トリスタン』　(Povest Trychane、1560年代)

## 17世紀

### 英語
- マーリンの誕生、あるいは子供が父親を見つけたこと(The Birth of Merlin, or, The Childe Hath Found His Father、1620年頃初演、1662年出版)ウィリアム・ローリー[和訳 33] - シェイクスピア外典
- リチャード・ブラックモアの叙事詩
  - アーサー王子(Prince Arthur: An Heroick Poem in Ten Books、1695年)
  - アーサー王(King Arthur: An Heroick Poem in Twelve Books、1697年)

### イディッシュ語
- Widwilt - 『謎の美少年(Le Bel Inconnu)』のイディッシュ語改作。

## 18世紀
- トマス・ワートン(1728年 - 1790年)の作品
  - アーサー王の墓(The Grave of King Arthur、1777年)
  - ウィンチェスターのアーサー王の円卓で(On King Arthur's Round-table at Winchester、1777年)
- ヴォーティガンとロウィーナ(Vortigern and Rowena、1796年)ウィリアム・ヘンリー・アイアランド - シェイクスピア外典

## 19世紀
- アルフレッド・テニスンの詩
  - シャロットの乙女(The Lady of Shalott, 1833年)[和訳 34]
  - 国王牧歌(Idylls of the King, 1856年–1885年)[和訳 34][和訳 35][和訳 36]
- トリストラム・オブ・ライオネス(Tristram of Lyonesse)アルジャーノン・チャールズ・スウィンバーン
- 騎士道の時代(The Age of Chivalry; or, Legends of King Arthur and the Knights of the Round Table 、1858年)トマス・ブルフィンチ[和訳 37][和訳 38]
- 少年向けアーサー王物語(The Boy's King Arthur, 1880年)シドニー・ラニア、N・C・ワイエス挿絵[和訳 39] - マロリーの子供向け再話
- アーサー王宮廷のコネティカット・ヤンキー(A Connecticut Yankee in King Arthur's Court, 1889年)マーク・トウェイン[和訳 40]
- トリスタン・イズー物語(Le Roman de Tristan et Iseut, 1890年)ジョゼフ・ベティエ[和訳 41] - トリスタンの韻文の断片をまとめたもの。

## 20世紀
- King Arthur and his Knights(1903) by Maude Radford
- <アーサー王>シリーズ全4巻(1903年 - 1910年)ハワード・パイル[和訳 42]
- チャールズ・ウィリアムズ（英語版）(Charles W. S. Williams) - インクリングズの一員
  - War in Heaven (1930)
  - Taliessin through Logres (1938) , The Region of the Summer Stars (1944) (poem cycles)
- Merlin's Godson (1936 - 1974) by H. Warner Munn
- The Little Wench (1935) by Philip Lindsay
- 円卓の騎士(Les Chevaliers de la Table Ronde, 1937年)ジャン・コクトー[和訳 43]
- 永遠の王(The Once and Future King、1938年 - 1958年)T.H.ホワイト[和訳 44][和訳 45]
- サルカンドラ かの忌わしき砦(That Hideous Strength, 1945年)C・S・ルイス[和訳 46]
- Porius (1951) by John Cowper Powys
- The Great Captains (1956) by Henry Treece
- ローズマリー・サトクリフ
  - ともしびをかかげて (The Lantern Bearers, 1959)[和訳 47]
  - 落日の剣 (Sword at Sunset, 1963)[和訳 48]
  - トリスタンとイズー (Tristan and Iseult, 1971)[和訳 49]
  - <アーサー王>三部作 (King Arthur Trilogy, 1979 - 1981)[和訳 50]
- スーザン・クーパー
  - コーンウォールの聖杯 (Over Sea, Under Stone, 1968)[和訳 51]
  - <闇の戦い>シリーズ全4巻 (The Dark Is Rising Sequence, 1973 - 1977)[和訳 52]

### 70年代
- Eagle in the Snow (1970) by Wallace Breem
- The Merlin series (1970 - 1995) by Mary Stewart
- アーサー王と気高い騎士たちの行伝(The Acts of King Arthur and His Noble Knights, 1975年)ジョン・スタインベック[和訳 53]
- Merlin's Mirror (1975) by Andre Norton
- Merlin (romance) (1978) by Robert Nye
- Arthur Rex: A Legendary Novel(1978) by Thomas Berger
- The Three Damosels (1978) and The Enchantresses (1998) by Vera Chapman (the latter with Mike Ashley)
- The Dragon Lord (1979) by David Drake
- キャメロット最後の守護者(The Last Defender of Camelot, 1979年)ロジャー・ゼラズニイ[和訳 54]

### 80年代
- The Down the Long Wind series by Gillian Bradshaw (1980–82)
- Firelord Trilogy (1980 - 1985) by Parke Godwin
- The Idylls of the Queen (1982) by Phyllis Ann Karr
- アヴァロンの霧(The Mists of Avalon、1983年)マリオン・ジマー・ブラッドリー[和訳 55]
- The Fionavar Tapestry, a fantasy trilogy (1984 - 1986) by Guy Gavriel Kay
- The Guinevere trilogy(1987 - 1993) by Persia Woolley
- The Pendragon Cycle (1987 - 1997) by Stephen Lawhead
- Knight Life (1987), One Knight Only (2004) and Fall of Knight (2007) by Peter David
- The Coming of the King: The First Book of Merlin by Nikolai Tolstoy (1988)
- Stones of Power (1988) David Gemmell

### 90年代
- The Last Pendragon by Robert Rice (1991)
- The Tales of Arthur, books of The Keltiad (1991 - 1996) by Patricia Kennealy-Morrison
- A Dream of Eagles (Camulod Chronicles, 1992 - 2006) by Jack Whyte
- Forever King Trilogy (1992 - 2004) by Molly Cochran and Warren Murphy(ウォーレン・マーフィー)
- The Child Queen (1994), The High Queen (1995), Prince of Dreams (2004), and Grail Prince (2003) by Nancy McKenzie
- The Winter Prince (1993) by Elizabeth Wein
- The Arthor series (1994 - 1999) by A. A. Attanasio
- The Return of Merlin (1995) by Deepak Chopra
- Merlin's Bones (1995) by Fred Saberhagen
- <小説アーサー王物語>三部作(The Warlord Chronicles, 1995 - 1997)バーナード・コーンウェル[和訳 56]
- Dark Ages of Britain series(1998) by Joan Wolf
- The Squire's Tales (1996 - 2010) by Gerald Morris
- The Lost Years of Merlin Epic (1996 - 2000) by T.A. Barron
- I am Mordred (1998) and I am Morgan le Fay (2002)ナンシー・スプリンガー
- Albion, a trilogy of historical novels (1997, 2000, 2007) by British author Patrick McCormack
- The Guenevere novels(1999, 3 volumes) by Rosalind Miles
- Hallowed Isle(1999 - 2000, 4 volumes) by Diana L. Paxon

## 21世紀
- <ふたりのアーサー (少年騎士アーサーの冒険)>シリーズ (Arthur-Saga, 2000 - 2004) ケビン・クロスリー＝ホランド[和訳 57]
- The Merlin Codex Trilogy (2001 - 2007) ロバート・ホールドストック
- Corbenic by Catherine Fisher (2002)
- Tales of King Arthur by Daniel and Ronne Randall, illustrated by Graham Howells. (2002)
- Sword of the Rightful King (2003) and The Young Merlin Trilogy (2004) ジェイン・ヨーレン
- The House of Pendragon series (2003 - 3007) by Debra A. Kemp
- The Extraordinary Adventures of Alfred Kropp (2005) by Rick Yancey
- The Sangreal Trilogy (2005 - 2007) by Amanda Hemingway (Jan Siegel)
- アヴァロン・ハイ(Avalon High, 2006) メグ・キャボット[和訳 58]
- Lords of Avalon Series (2006) by Kinley MacGregor (Sherrilyn Kenyon)
- アーサー王ここに眠る(Here Lies Arthur, 2007) フィリップ・リーヴ[和訳 59]
- Dracula vs. King Arthur (2007) By Adam Beranek, Christian Beranek and Chris Moreno
- The Pendragon's Banner Trilogy (re-published UK 2007 & USA 2009) by Helen Hollick
- Song of the Sparrow (2007) by Lisa Ann Sandell
- Camelot Lost (2008) by Jessica Bonito (Jessica McHugh)
- Sons of Avalon, Merlin's Prophecy by Dee Marie (2008)
- The Last Pendragon Saga (2 volumes,  2010, 2011), Cold My Heart (2011) by Sarah Woodbury
- The Book Of Mordred by Vivian Vande Velde
- King Arthur Trilogy by M.K. Hume
- Merlin Trilogy
- The Return of Arthur series by Alan Fenton

## 日本
- 夏目漱石『薤露行』（かいろこう）1905年
- 天沢退二郎
  - 『光車よ、まわれ！』筑摩書房、1973年
  - <オレンジ党>シリーズ、筑摩書房、1978年 - 1983年
- 野阿梓『花狩人』ハヤカワ文庫、1984年

### ライトノベル
- 上原尚子『虚空の剣』富士見ファンタジア文庫、1989年
- ひかわ玲子
  - 『銀色のシャヌーン』トクマノベルス(徳間書店)、1990年 - 1995年
  - <アーサー王宮廷物語>シリーズ(全3巻)、筑摩書房、2006年
- 藤本ひとみ『愛と剣のキャメロット―まんが家マリナタイム・スリップ事件』集英社文庫、1990年
- 渓由葵夫『聖剣エクスカリバー』5巻、小学館スーパークエスト文庫、1994年 -
- 弓原望『アーサー王子乱行記』全5巻、集英社スーパーファンタジー文庫、1998年 - 1999年
- 本田透
  - 『円卓生徒会』全14巻、集英社スーパーダッシュ文庫、2006年 - 2009年
  - 『アーサー帝戦記』2巻、幻狼ファンタジアノベルス(幻冬舎)、2009年 - 2010年
- 虚淵玄（ニトロプラス）
  - 『Fate/Zero』TYPE-MOON Books、2006年 - 2007年
- 東出祐一郎
  - 『Fate/Apocrypha』TYPE-MOON Books、2012年 - 2013年

## 解説書・研究書

### 訳書
- リチャード・バーバー（英語版）『アーサー王　その歴史と伝説』 髙宮利行訳、東京書籍、1983年
- リチャード・キャヴェンディッシュ（英語版）『アーサー王伝説』 高市順一郎訳、晶文社、1983年
- ジャン・フラピエ（フランス語版）『アーサー王物語とクレティアン・ド・トロワ』 松村剛訳、朝日出版社
- ジャン・フラピエ『聖杯の神話』 天沢退二郎訳、筑摩書房「筑摩叢書」、1990年
- ローナン・コグラン（wikidata）『図説 アーサー王伝説事典』 山本史郎訳、原書房、1996年
- C・スコット・リトルトン（英語版）、リンダ・A・マルカー（フランス語版）共著『アーサー王伝説の起源―スキタイからキャメロットへ』辺見葉子、吉田瑞穂訳、青土社、1996年
- デヴィッド・ニコル（英語版）『アーサーとアングロサクソン戦争』、アンガス・マックブライド絵、佐藤俊之訳、オスプレイ・メン・アット・アームズ・シリーズ、新紀元社、2000年
- クリストファー・スナイダー（英語版）『図説 アーサー王百科』 山本史郎訳、原書房, 2002年
- マーティン・J・ドハティ（wikidata）『図説 アーサー王と円卓の騎士　その歴史と伝説』 伊藤はるみ訳、原書房, 2017年
- フィリップ・ヴァルテール『アーサー王神話大事典』 渡邉浩司・渡邉裕美子訳、原書房、2018年
- ジョーゼフ・キャンベル『聖杯の神話　アーサー王神話の魔法と謎』 斎藤伸治訳、人文書院、2023年

### 日本人の著作
- 青山吉信 『アーサー伝説―歴史とロマンスの交錯―』 岩波書店、1985年
- 池上忠弘 『ガウェインとアーサー王伝説』 秀文インターナショナル、1988年
- 江藤淳『漱石とアーサー王伝説　『薤露行』の比較文学的研究』講談社(講談社学術文庫)、1991年
- 井村君江『アーサー王ロマンス』筑摩書房(ちくま文庫)、1992年
- 加藤恭子『アーサー王伝説紀行 神秘の城を求めて』中央公論新社(中公新書)、1992年
- 高宮利行『アーサー王伝説万華鏡』中央公論社、1995年
- 田中仁彦『ケルト神話と中世騎士物語　「他界」への旅と冒険』中央公論新社(中公新書)、1995年
- 井村君江『コーンウォール　妖精とアーサー王伝説の国』東京書籍、1997年
- 横山安由美『中世アーサー王物語群におけるアリマタヤのヨセフ像の形成―フランスの聖杯物語』溪水社、2002年

## 日本語訳(脚注)
1. 1 2   井辻朱美『マビノギオン―ケルト神話物語 シャーロット・ゲスト版』原書房、2003年。
2. ↑  イアン・ツァイセック『図説 ケルト神話物語』山本史郎・山本泰子訳（原書房 1998年）
3. ↑  瀬谷幸男『ブリタニア列王史』南雲堂フェニックス、
2007年
4. ↑  瀬谷幸男『マーリンの生涯』南雲堂フェニックス、2009年
5. ↑  鈴木徹也「ウァース：「ブリュ物語」の“アルテュール王一代記”試訳」(1) - (8)『帝京大学短期大学紀要』 -2003年
6. 1 2 3  新倉俊一、他『信仰と愛と フランス中世文学集１』 白水社、1990年
7. ↑  月村辰雄『十二の恋の物語 マリー・ド・フランスのレー』岩波文庫、1988年
8. ↑  菊池淑子 『クレティアン・ド・トロワ「獅子の騎士」 フランスのアーサー王物語』平凡社、1994年
9. 1 2  新倉俊一、他「ランスロまたは荷車の騎士」『愛と剣と フランス中世文学集２』白水社、1991年
10. ↑  小澤昭夫「アイルハルト・フォン・オーベルク作「トリスタン物語」(前後編)、『北陸学院短期大学紀要』19-20、1987-88年
11. ↑  平尾浩三『湖の騎士ランツェレト』同学社、2010年
12. ↑  平尾浩三、他『ハルトマン作品集』郁文堂、1982年
13. ↑  中野節子『マビノギオン 中世ウェールズ幻想物語集』JULA出版局、2000年
14. ↑  天沢退二郎『聖杯の探索 作者不詳・中世フランス語散文物語』人文書院、1994年
15. ↑  新倉俊一、他「アーサー王の死」『奇跡と愛と フランス中世文学集４』白水社
16. ↑  石川敬三『トリスタンとイゾルデ』郁文堂、1976年
17. ↑  加倉井粛之、他『パルチヴァール』郁文堂 、1998年
18. ↑  大槻博『ブルート 十三世紀初頭に書かれた英国史』大阪教育図書、1997年
19. ↑  清水阿や『頭韻詩　アーサーの死』ドルフィンプレス、1986年
20. ↑  清水阿や『アーサーの死 八行連詩 全訳』ドルフィンプレス、1985年
21. 1 2 3  清水阿や訳注『英和対訳　中世韻文アーサー物語　三篇』ドルフィンプレス、1994年
22. ↑  宮田武志『王子ガウェインと緑の騎士』大手前女子大学アングロ・ノルマン研究所、1979年
23. ↑  道行助弘『中世英国騎士物語　サー・ガーウェインと緑の騎士〔他一編〕』桐原書店、1986年
24. ↑  境田進『ガウェイン詩人全訳詩集』小川図書、1992年
25. ↑  瀬谷広一『ガウェーンと緑の騎士――ガーター勲位譚』木魂社、2002年
26. ↑  池上忠弘『サー・ガウェインと緑の騎士』専大センチュリー専修大学出版局、2009年
27. ↑  中世英国ロマンス研究会 訳『中世英国ロマンス集　第二集』篠崎書林、 1986
28. ↑  中世英国ロマンス研究会 訳『中世英国ロマンス集　第三集』篠崎書林、 1993[?]
29. ↑  厨川文夫&厨川圭子『アーサー王の死』ちくま文庫、1986年
30. ↑  井村君江『アーサー王物語』(1) - (5)、筑摩書房、2004-2007年
31. ↑  中島邦男『完訳アーサー王物語』(上・下)青山社、1995年
32. ↑  和田勇一、福田昇八『妖精の女王』2005
33. ↑  清水阿や『マーリンの誕生 または子の父親発見』ドルフィンプレス、1989年
34. 1 2  西前美巳『対訳テニスン詩集』2003年
35. ↑  菅野徳助、奈倉次郎訳註『アーサー王物語』三省堂
36. ↑  清水阿や『全訳王の牧歌　十二巻』ドルフィンプレス、1999年
37. ↑  大久保博『中世騎士物語　騎士道の時代』角川文庫、1974年
38. ↑   野上弥生子『中世騎士物語』岩波文庫、初版1942年、改版1980年、ワイド版1991年
39. ↑  石井正之助『アーサー王と円卓の騎士』 (福音館古典童話シリーズ (8))、福音館書店、1972年
40. ↑  龍口直太郎『アーサー王宮廷のヤンキー』2000年(ほか、複数の日本語訳あり)
41. ↑  佐藤輝夫『トリスタン・イズー物語』岩波文庫、1953年
42. ↑  松本健太郎 『アーサー王の冒険』(学生社)
43. ↑  諏訪正「円卓の騎士」『声/怖るべき親たち ベスト・オブ・コクトー 』白水社、1993年
44. ↑  森下弓子『永遠の王 アーサー王の書』(上・下)創元推理文庫、1992年
45. ↑  上地ちづ子『王様の剣』講談社、1985年
46. ↑  中村妙子、西村徹『サルカンドラ かの忌わしき砦』筑摩書房、1987年
47. ↑  猪熊葉子『ともしびをかかげて』岩波少年文庫、2008年
48. ↑  山本史郎『落日の剣 真実のアーサー王の物語 上(若き戦士の物語)・下(王の苦悩と悲劇)』原書房、2002年
49. ↑  井辻朱美『トリスタンとイズー』沖積舎、1989年
50. ↑  山本史郎『アーサー王と円卓の騎士』『アーサー王と聖杯の物語』『アーサー王最後の戦い』原書房、2001年
51. ↑  武内孝夫『コーンウォールの聖杯』学習研究社、1972年 (改訂新版 2002年)
52. ↑  浅羽莢子『闇の戦い(1) 光の六つのしるし』1981年、『闇の戦い(2) みどりの妖婆』1981年、『闇の戦い(3) 灰色の王』1981年、『闇の戦い(4) 樹上の銀』1982年、いずれも評論社(改訂新版 2006年 - 2007年)
53. ↑  多賀谷悟・橋口保夫ほか「アーサー王と気高い騎士たちの行伝」『スタインベック全集 20』大阪教育図書、2001年
54. ↑  浅倉久志「キャメロット最後の守護者」『キャメロット最後の守護者』早川書房、1984年
55. ↑  岩原明子『アヴァロンの霧(1) 異教の女王』1988年、『アヴァロンの霧(2) 宗主の妃』1988年、『アヴァロンの霧(3) 牡鹿王』1988年、『アヴァロンの霧(4) 円卓の騎士』1989年、いずれもハヤカワ文庫
56. ↑  木原悦子『小説アーサー王物語 エクスカリバーの宝剣』(上・下)1997年、『小説アーサー王物語 神の敵アーサー』(上・下)1997年、『小説アーサー王物語 エクスカリバー最後の閃光』(上・下)1998年、いずれも原書房
57. ↑  亀井よし子『ふたりのアーサー(1) 予言の石』2002年、『ふたりのアーサー(2) 運命の十字』2002年、『ふたりのアーサー(3) 王の誕生』2005年、いずれもソニー・マガジンズ(のちに『少年騎士アーサーの冒険』に改題し角川文庫で再版、2004年 - 2005年)
58. ↑  代田亜香子『アヴァロン 恋の〈伝説学園〉へようこそ! 』理論社、2007年
59. ↑  井辻朱美『アーサー王ここに眠る』、東京創元社、2009年